# Licuala glabra
Licuala glabra är en enhjärtbladig växtart som beskrevs av William Griffiths. Licuala glabra ingår i släktet Licuala och familjen Arecaceae.

## Underarter
Arten delas in i följande underarter:
- L. g. glabra
- L. g. selangorensis